# Messojacha
La Messojacha è un fiume della Russia siberiana nordoccidentale (Jamalia), tributario del mar Glaciale Artico.
Ha origine da alcuni bassi rilievi collinari all'estremità nordorientale del bassopiano della Siberia Occidentale, scorrendo successivamente con direzione sudoccidentale in una zona piatta e, nella stagione calda, interessata da estesi impaludamenti, pressoché disabitata. Sfocia nell'estuario del Taz, braccio laterale del più grande golfo dell'Ob'. I principali affluenti del fiume sono Njangus"jacha, Njadajacha, Mudujjacha, Indik"jacha, tutti provenienti dalla sinistra idrografica.
Il fiume ha un regime tipico dei fiumi artici russi: lunghissimi periodi di gelo (mediamente, da ottobre a fine maggio-primi di giugno), seguiti da forti piene estive e successiva ridiscesa in autunno (settembre), prima del gelo.
Come in gran parte del bassopiano siberiano occidentale, anche nel bacino della Messojacha si rinvengono giacimenti di gas naturale.